# Liste des évêques de Digne
Liste des évêques de Digne ; le diocèse de Digne (en latin, dioecesis Diniensis-Reiensis-Sistariensis) a son siège à Digne-les-Bains.

## Historique
Le diocèse de Digne était d'abord compris dans la province ecclésiastique d'Embrun. C’est depuis 1790 qu’il est suffragant de l’archevêché d'Aix-en-Provence.
Les évêques de Digne étaient sous l’Ancien Régime seigneurs de la ville, sous la suzeraineté des comtes de Provence.
La dénomination officielle de l’évêché est "évêché de Digne, Riez et Sisteron" depuis le 15 février 1916, les évêchés d’Ancien Régime de Riez et Sisteron ayant été supprimés en 1790 (suppression reconnue par l’Église à la signature du Concordat de 1801), et leurs territoires diocésains rattachés à celui de Digne.
L’établissement de la liste comme des dates est très difficile, jusqu’au XIXe siècle. Les sources ecclésiastiques sont généralement moins regardantes sur la fiabilité des sources pour conserver un nom. Les dates peuvent correspondre à la nomination royale, la confirmation pontificale, à la prise de possession, au sacre, ou encore à l’intronisation, les sources primaires n’indiquant pour de nombreux évêques qu’une seule de ces dates.

## Évêques de Digne

### Antiquité
Pour cette période, la liste des évêques contient de nombreuses incertitudes. La plupart des noms ne sont donnés que par des sources ecclésiastiques ; les dates de certains épiscopats se chevauchent les unes les autres. L’Atlas historique de la Provence ne retient, avant le Ve siècle, que Vincent de Digne et Superventor.
- vers 364[1] ou 365[2],[1] : saint Domnin (Domninus), mort en 379, premier évêque connu ; fêté le 13 février, date de sa mort probable selon le Trésor de Chronologie[3],[1]. Il serait venu d'Afrique avec saint Marcellin (évêque d'Embrun très célébré sur le massif)[4].
- 374[1],[5] ou 380[1]-394 : saint Vincent de Digne (Vincentius). Venu aussi d'Afrique selon le livre référence cité pour Domnin.
- 442-451 : Superventor[5] (confusion possible avec l'évêque de Vénasque)
- novembre 439-455 : Nectaire (Nectarius)
- vers 463[1] : Memorialis

### Moyen Âge
- 506 : Pentadius. Participe au concile d'Agde cette année-là (grand port méditerranéen à cette époque situé à l'embouchure de l'Hérault).
- 524-527 : Portien (ou Portianus)
- vers 535[2] ou 549[1]-554[1] ou 555[2] : Hilaire (ou Hilarius)
  - participe au concile d'Arles de 554
- 573-585 : Heraclius[2],[1] (ou Aredius[1])
- Paul(us)[1]
- 614 : Maxime (ou Maximus)[2],[1]

Au milieu du VIIe siècle, les sources ne permettent pas d’avoir de certitudes à propos des deux seuls évêques connus, Agape et Bobon :
- la Grande Encyclopédie indique que, vers 650, l’évêque est soit Agape, soit Bobon[2] ;
- le Trésor de chronologie et l’Atlas historique de Provence indiquent un épiscopat commun :
  - selon le Trésor, de 644 à 653 (date de fin incertaine), les deux évêques finissant par être déposés[1] ;
  - l’épiscopat commun, commençant à une date indéterminée, s’acheve en 650 selon l’Atlas[5].

À la fin du VIIIe siècle (788, 790 ou 791), l’évêque est Raimbaud selon l’Encyclopédie ; le Trésor de chronologie donne Raymbaut ou Recambauldus) et l’Atlas historique de Provence, Ragambaldus
- 899 : Bléderic (ou Bledricus)[2],[1],[5]
- 1025 : Emin(us)[2],[1]
- vers 1028-1038[2] ou vers 1035[1],[5] : Bernard Ier (ou Bernardus)
- 1038[2],[1] ou 1042[5]-1065[1], 1066[5] ou 1068[2] : Hugues Ier (ou Hugo)
- vers 1070 : Laugier[2],[1],[5]
- 1146 : Gui(do)[2],[1] (l’Atlas historique de Provence indique seulement au XIIe siècle[5])
- vers 1150 : Pierre Ier Hesmido[2] (ou Petrus Esmido[1], ou Pierre Ismidon, selon l’Atlas historique de Provence qui indique seulement au XIIe siècle[5])
- au XIIe siècle : Hugues II de Vars ; le Trésor précise sa date de mort, le 25 janvier d’une année inconnue[1] (ou Hugo)
- au XIIe siècle : Hugues III ; le Trésor précise sa date de mort, le 13 mars d’une année inconnue[1] (ou Hugo)
- au XIIe siècle : Pierre II de Droilla ou de Droilla ; le Trésor précise sa date de mort, le 14 avril d’une année inconnue[1]
- 1179 :Guillaume Ier de Bénévent (ou Guilielmus)[2],[1] ; l’Atlas historique de Provence indique une date de fin en 1189[5]
- 1184-1185 : Guigue de Revel (ou Guigues, ou Guido[1]) ; la Grande encyclopédie et l’Atlas historique de Provence ne le retiennent pas
- 1192-1196[1] : Bertrand Ier de Turriers[2],[1] (ou de Turias[1]). L’Atlas historique de Provence indique seulement à la fin du XIIe siècle[5]
- 1206 : Ismidon (ou Ismido). L’Atlas historique de Provence indique seulement à la fin du XIIe siècle ou au début du XIIIe siècle[5]
- 1209 : Walon de Dampierre (ou Gualo, ou Wallo). L’Atlas historique de Provence indique seulement à la fin du XIIe siècle ou au début du XIIIe siècle[5]
- 1210[1], 1211[2] ou 1217[5] ; mort le 5[2] ou le 6 octobre[1] 1232 : Lantelme
- 1233-1242 : Hugues IV de Laon[2] (ou Hugo de Lauduno[1]). L’Atlas historique de Provence indique seulement une date, 1236[5]
- 1247-1248 : Amblard. L’Atlas historique de Provence indique seulement vers 1248
- 1248-mort le 25 mai 1278 : Boniface[2],[1]
- 2 décembre 1288[2],[1],[5]-1294[1],[5] ou 1295[2] : Guillaume II de Porcellet
- 1297[2],[1],[5]-1299[1] ou 1302[5] : Hugues V (ou Hugo)
- vers 1302[2] ou avant le 2 janvier 1303[1] ou en 1304[5]-mort vers 1318[2],[1],[5] : Renaud de Porcellet[2] (ou Raynaud de Porcellet[1],[5])
- 1318[2],[1],[5]-1322[1] ou 1324 : Armand (de Vernovo[5])
- 1323[1] ou 1324[2],[5]-mort vers 1325[1],[5] : Guillaume III de Sabran
- 1326 : Guillaume IV Ebrard (l’Atlas historique de Provence ne le retient pas)
- 1327[5] ou vers le 10 octobre 1334[2],[1]-mort 7 octobre 1341 : Elzéar de Villeneuve
- 1341-1361[5] ou 1362[2],[1] : Jean Ier Peissoni[2] (ou Joannes Piscis, Peysonni[1] ou Jean Peisson[5])
- 1362-mort vers 1385 : Bertrand II de Seguret. Soutient la dynastie angevine durant la guerre de l’Union d'Aix dès 1381[6].
- 1390[2],[1] ou 1397[5]-mort en 1406[5] ou le 5 mars 1408[2],[1] : Nicolas de Corbaire (ou de Corberiis) ou de Cervario
- 1406[5] ou 1409[2],[1]-mort en 1431[5] ou le 26 février 1432[2],[1] : Bertrand III Raoul
- 1432-1439 : Pierre III de Verceil[2] (ou Petrus de Versailles[5],[1])
- 1439[2],[1] ou 1440[5]-1445[2],[5] : cardinal Guillaume V d'Estouteville
- 18 décembre 1445-mort 22 juillet 1466 : Pierre IV Turelure
- 24 juillet 1466-mort août 1479 : Conrad de La Croix

### Temps modernes
- vers août 1479-1513 : Antoine Ier Guiramand
- 1513-mort le 25 mai 1536[1] ou le 1er juin 1536[2] : François Ier Guiramand
- 4 août 1536-mort en 1545[1],[2] ou 1546[5] : Chérubin d'Orsière
- 26 février 1546-1552 : Antoine II Olivier
- 1552-mort décembre 1568 : Antoine III Hérouet[2],[5] (ou Antonius Héroët[1])
- 1568[5] ou 1569[1],[2]-1587 : Henri Ier Le Meignen
- 1587-1602 : Claude Ier Coquelet, indiqué comme semper absens à partir de 1597.
- 10 juin 1602-mort 24 septembre 1615 : Antoine IV de Bologne
- 24 septembre 1615[1],[5] ou 1616[2]-mort vers février 1628 : Louis Ier de Bologne
- février 1628-mort 1664 : Raphaël de Bologne, précédemment évêque titulaire de Mégare (de)
- 14 mai 1664-27 janvier 1668 : Toussaint de Forbin-Janson
- avril[1] ou 3 août[2] 1668-septembre[1] ou octobre[2] 1669 : Jean-Armand de Rotondis de Biscarras). Cet évêque n’est pas retenu par l’Atlas historique de la Provence
- septembre 1669[1],[2] ou 1670[5]-septembre 1675[1],[2] ou 1676[5] : Jean II de Vintimille du Luc, devient évêque de Toulon (1675-1682).
- septembre 1675[1],[2] ou 1676[5]-18 juin 1677 : Henri II Félix de Tassy
- 28 juillet 1677 : Claude II de Bourlon[1] ; récusé, il ne figure pas dans la liste de l’Atlas historique de Provence.
- 9 octobre 1677-mort 11 février 1708 : François II Le Tellier
- 7 avril 1708-mort 22 janvier 1728 : Henri III du Pujet
- 1728[5], ou le 24 septembre[1] ou décembre[2] 1730-mort 3 décembre 1741 : Antoine V Feydeau
- 1742 : Paul de Ribeyre[2] ; il n’est pas retenu par l’Atlas historique de Provence
- mai[2] ou 21 octobre[1] 1742-mort 15 septembre 1746 : Jean-Louis du Lau
- 27 septembre[1] ou octobre[2] 1747-29 janvier 1758 : Louis II Sextius Jarente de La Bruyère[7]
- 16 avril 1758-mort 17 décembre 1784 :Pierre-Paul Ier du Caylar[2] (ou du Queylar[1],[5])
- 18 juillet 1784-1790 : François III du Mouchet de Villedieu, titulaire du siège jusqu'en 1801 pour la papauté.

### Révolution française
- 21 mars[8] 1791-1793 : Jean-Baptiste de Villeneuve[2], évêque constitutionnel, élu.
- 1799-1801 : André Champsaud évêque constitutionnel du diocèse des Basses-Alpes

### Régime concordataire(1801-1905)
- 29 avril[2] ou 11[2] ou 28 juillet[1] 1802-30 janvier 1805 : Irénée-Yves de Solle
- 28 août 1805-31 août 1838 : Charles François Melchior Bienvenu de Miollis (Victor Hugo l'a mis en scène dans les Misérables sous le nom de Monseigneur Myriel).
- 28 septembre 1839[2] ou 25 février 1840[1],[5]-10 juillet[2] ou 11 septembre[1] 1848 : Marie Dominique Auguste Sibour
- 28 septembre 1848[2],[5] ou 24 février 1849[1]-janvier 1880[2] : Marie-Julien Meirieu
- 30 janvier 1880-13 janvier 1885 : Louis-Joseph-Marie-Ange Vigne, devient archevêque d'Avignon.
- 13 janvier[2] ou 27 mars[1] 1885-16 avril 1887 : François-Alfred Fleury-Hottot
- 16 avril 1887-27 janvier 1889 : Henri-Abel Mortier
- 24 avril 1889-15 avril 1897 : Pierre-Paul Servonnet
- 14 avril 1897-17 juin 1905 : Jean Hazera

### Époque contemporaine
- 13 juillet 1906-26 mai 1915 : Dominique Castellan, devient archevêque de Chambéry

À partir de 1916, les évêques de Digne relèvent les titres d'évêques de Riez et Sisteron.
- 1er juin 1915-6 août 1917 : Léon-Adolphe Lenfant
- 27 novembre 1917-17 mars 1923 : Jean Joseph Benoît Marie Martel
- 23 décembre 1923-20 décembre 1958 : Cosme Benjamin Jorcin
- 21 décembre 1958-1er décembre 1980 : René Fernand Bernardin Collin
- 1er décembre 1980-2 juin 1987 : Edmond Abelé
- 2 février 1988-5 août 1996 : Georges Pontier
- 10 novembre 1997-7 novembre 2014 : François-Xavier Loizeau
- 7 novembre 2014 - 9 mars 2022 : Jean-Philippe Nault
- depuis le 15 octobre 2022 : Emmanuel Gobilliard

## Sources
L’absence de note sur une date, un nom ou une ligne indique qu’aucune source ne contredit les autres.